# Севрюки (село)
Севрюки́ — село в Україні, у Антонінській селищній громаді Хмельницького району Хмельницької області. Населення становить 504 особи.

## Географія
Селом протікає річка Понора.

## Історія
Станом на 1886 рік в колишньому власницькому селі Терешківської волості Старокостянтинівського повіту Волинської губернії, мешкало 1083 особи, налічувалось 160 дворових господарств, існувала православна церква, школа, постоялий будинок і лавка.
За переписом 1897 року кількість мешканців зросла до 1289 осіб (648 чоловічої статі та 641 — жіночої), з яких 1150 — православної віри.
7 (20) листопада 1917 року, відповідно до.Третього Універсалу Української Центральної Ради, увійшло до складу Української Народної Республіки.
12 червня 2020 року, відповідно до розпорядження Кабінету Міністрів України № 727-р «Про визначення адміністративних центрів та затвердження територій територіальних громад Хмельницької області», увійшло до складу Антонінської селищної громади.
19 липня 2020 року, після ліквідації Красилівського району, село увійшло до Хмельницького району.